# Real Oviedo
Il Real Oviedo è una società calcistica spagnola con sede nella città di Oviedo, nelle Asturie. Milita nella Primera División, la massima serie del campionato spagnolo.
Fondato nel 1926, il club visse il suo periodo migliore negli anni '30. Il 17 novembre 2012 fu rilevato dal magnate messicano delle telecomunicazioni Carlos Slim Helú, uno degli uomini più ricchi del mondo secondo Forbes, che ha salvato il club dalla bancarotta investendo 1,9 milioni di euro. 
A livello internazionale la squadra vanta una partecipazione alla Coppa UEFA, nell'edizione 1991-1992, dove fu subito eliminato dal Genoa. Gioca le partite casalinghe allo stadio Carlos Tartiere, inaugurato nel 2000 e capace di contenere 30 500 spettatori. 

## Storia
Il club viene fondato il 26 marzo del 1926 in seguito alla fusione tra il Real Stadium Club Ovetense e il Real Club Deportivo de Oviedo. Pochi mesi dopo, il 1º maggio, la nuova squadra disputò la sua prima partita. Dopo alcune partecipazioni al campionato regionale delle Asturie, nel quale riporterà sette successi, esordisce nella neonata Segunda División nella stagione 1928-1929. Nel 1933 il club fu la prima squadra asturiana a raggiungere la promozione nella massima divisione spagnola; in questo periodo militano in squadra anche Emilín, Herrerita, Galé e Isidro Lángara, quest'ultimo vincitore in tre occasioni del Trofeo Pichichi. Si tratta di un periodo d'oro per il club, che raggiunge il suo apice: gioca infatti la semifinale nella Coppa di Spagna 1934 (sconfitta col Valencia) e ottiene due terzi posti.
Tutto ciò ha però breve durata: in Spagna scoppia infatti la guerra civile, e alla fine molti dei protagonisti si accasano altrove; viene anche danneggiato il primo stadio intitolato al presidente Carlos Tartiere, che era stato inaugurato da poco. Alla ripresa, negli anni quaranta, le cose non vanno più come prima: infatti, pur raggiungendo due quarti posti e una nuova semifinale nella Coppa del Generalissimo 1946, la squadra retrocede nel 1949-1950. Il decennio successivo viene trascorso con frequenti cambi di categoria, fino ad un nuovo terzo posto, che viene raggiunto nel campionato 1962-1963.
Una nuova discesa si registra dopo soli due anni, e anche gli anni settanta sono caratterizzati da frequenti cambi di divisione; il campionato 1972-1973 sarà ricordato però per un nuovo titolo di Pichichi, conquistato nell'occasione da Marianín, tuttavia già nel 1978-1979 la squadra si ritrova a giocare per la prima volta al terzo livello. Subito promossa, nel 1988-1989 ritorna anche in massima divisione: se però i primi campionati sono terminati poco sopra la zona retrocessione, il sesto posto ottenuto nella Primera División 1990-1991 vale invece la partecipazione alla successiva edizione di Coppa UEFA. Dall'urna esce però subito fuori il Genoa futuro semifinalista, e l'avventura termina immediatamente. Il resto del decennio viene trascorso in massima divisione; viene tesserato anche Dely Valdés.
L'Oviedo disputa quella che è attualmente l'ultima stagione in Primera División nella stagione 2000-2001, la prima col nuovo stadio Carlos Tartiere, ma nel 2003 finisce addirittura in Tercera División per questioni amministrative. Intanto, nel 2012 il club, che si trova in difficoltà finanziarie, viene salvato da Carlos Slim Helú, che ne diventa così il principale azionista. Torna così a giocare al secondo livello nel 2015-2016.
Nella stagione 2024-2025 chiude al terzo posto nella Segunda División e attraverso i play-off torna nella Liga dopo 24 anni di assenza.

## Colori e simboli

### Colori
Il colore della maglia del Real Oviedo è il blu, i pantaloncini sono bianchi e i calzettoni sono blu.

### Simboli ufficiali

#### Stemma
Il simbolo del Real Oviedo è composto da una corona che sormonta uno scudo. All'interno di questo, che ha il bordo giallo, ci sono le iniziali, "RO", e una croce greca su sfondo blu, che è il simbolo di Oviedo.

## Strutture

### Stadio

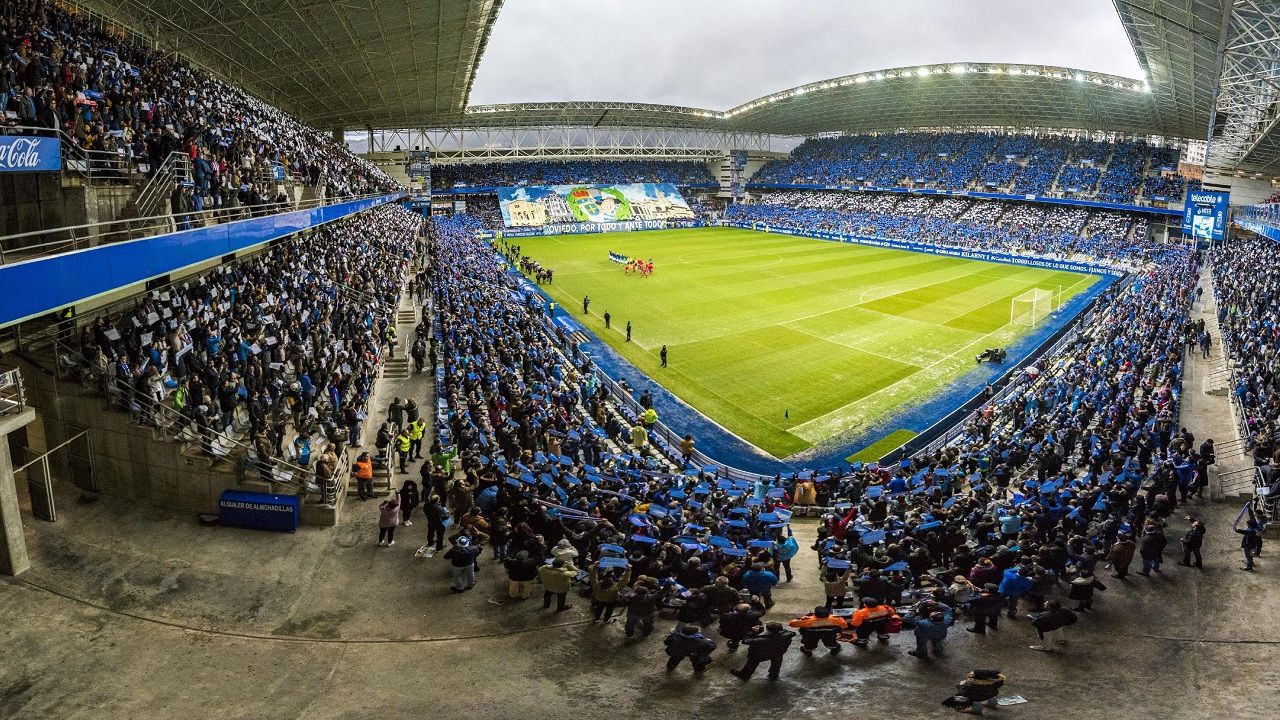
Interno dell'Estadio Municipal Carlos Tartiere.

Dal 20 settembre 2000 il club disputa i propri incontri casalinghi nell'Estadio Municipal Carlos Tartiere, che si trova ad Oviedo. Capace di ospitare 30.500 spettatori è stato intitolato al primo presidente.
In precedenza la squadra ha giocato in un impianto omonimo: inaugurato nel 1932, nella sua storia ha ospitato anche tre incontri del gruppo 2 del campionato del mondo 1982, prima di venir demolito nel 2003.

## Calciatori

### Vincitori di titoli
- Pichichi (Capocannoniere):
  - in Primera División, Isidro Lángara (1933-34 con 27 reti, 1934-35 con 26 e 1935-36 con 28) e Marianín (1972-73 con 19 reti).
- Calciatori con più reti: Isidro Lángara (257), Herrerita (150), Galán (135).
  - in Primera División: Herrerita (117), Isidro Lángara (104), Carlos (94).
- Calciatori con più presenze: Berto Martínez (512), Vili (403), Tensi (399).
  - in Primera División: Berto Martínez (328), Antón (252), Carlos (240).

Qui sono elencati i giocatori che hanno ottenuto più di 100 presenze con la squadra e/o hanno raggiunto livello internazionale.
| - Juan José Borrelli - Fernando Gamboa - Roberto Pompei - Sánchez Lage - Gert Claessens - Lucien Owona - Janko Janković - Nikola Jerkan - Robert Prosinečki - Peter Møller - Stan Collymore - Kily - Yago Yao | - Idrissa Keita - Mitko Stojkovski - Franck Rabarivony - José Manuel de la Torre - Dely Valdés - Ramón Hicks - Abel Xavier - Paulo Bento - Carlos Gomes - Marius Lăcătuș - Nicolae Simatoc - Viktor Onopko - Slaviša Jokanović | - Albert Nađ - Đorđe Tomić - Peter Dubovský - Adrián López - Antón - Armando Álvarez - Iván Ania - Luis Aragonés - Bango - Berto - Carlos - José Carrete - Santi Cazorla | - Diego Cervero - César Martín - Thomas Christiansen - Cristóbal Parralo - Emilín - Vicente Engonga - Esteban - Enrique Galán - Herrerita - Iván Iglesias - Isidro Lángara - Luis Manuel - Marianín | - Julio Marigil - Juan Manuel Mata - Michu - Antonio Rivas Martínez - Oli - Paquito - Tensi - Milovan Đorić - Ratomir Dujković - Nenad Gračan - Veljko Paunović - Juan González - Rafael Ponzo |

## Allenatori e presidenti
Di seguito l'elenco di allenatori e presidenti del Real Oviedo dall'anno della fondazione.
- 1926-1927 -  Frederick Pentland
- 1927-1928 -  Frank Burton
- 1927-1930 -  Anton Fibver
- 1930-1931 -  Patrick O'Connell
- 1931-1933 -  Vicente Tonijuán
- 1933-1935 -  Emilio Sanpere
- 1935-1936 -  José María Peña
- 1940-1941 -  Cristóbal Martí Batalla
- 1941-1942 -  Óscar Álvarez González
- 1942-1947 -  Manuel Meana
- 1947-1948 -  Francisco Gamborena
- 1948-1950 -  Juan Urkizu
- 1950-1951 -  Patricio Caicedo Liciaga
- 1951-1954 -  Luis Urquiri Urain
- 1954-1955 -  Domènec Balmanya
- 1955 -  Óscar Álvarez González
- 1955-1956 -  Luis Pasarín
- 1956-1957 -  Eduardo Toba Muiño
- 1957 -  Fernando Argila
- 1957-1959 -  Abel Picabea Allero
- 1959 -  Luis Casas Pasarín
- 1959-1960 -  Fernando Argila
- 1960-1961 -  Sabino Barinaga
- 1961-1962 -  Álvaro Pérez Vázquez
- 1962 -  Antonio Sánchez Valdés
- 1962-1963 -  Juan Ochoantesana Milicua
- 1963-1964 -  Enrique Orizaola
- 1964 -  Eduardo Toba Muiño
- 1964-1965 -  Quique Martín
- 1965 -  José Luis Diestro
- 1965-1966 -  Francisco Antúñez Espada
- 1966 -  Antón Sánchez Valdés
- 1966-1967 -  Juan Aretio
- 1967-1968 -  Juan Ochoantesana Milicua
- 1968 -  Toni Cuervo Fernández
- 1968-1969 -  Ramón Cobo Antoranz
- 1969 -  Pedro Eguiluz Lamarca
- 1969-1970 -  Enrique Casas Cabo
- 1970 -  Horacio de Leiva Río
- 1970-1971 -  José María García de Andoain
- 1971 -  Toni Cuervo Fernández
- 1971-1973 -  Eduardo Toba Muiño
- 1973-1974 -  Sabino Barinaga
- 1974-1976 -  Vicente Miera Campos
- 1977-1978 -  Manuel Ruiz Sosa
- 1978 -  Sabino Barinaga
- 1978-1979 -  Eduardo Gómez García Barbón
- 1979 -  José Luis Diestro
- 1979 -  José María García Lavilla
- 1979-1981 -  Nando Yosu
- 1981-1982 -  José Victor Rodríguez de Miguel
- 1982-1983 -  José María García Lavilla
- 1983-1984 -  Luis Costa Juan
- 1984-1986 -  José Luis Romero Robledo
- 1986 -  Antonio Ruiz Cervilla
- 1986-1987 -  José Carrete
- 1987-1989 -  Vicente Miera
- 1989-1993 -  Javier Irureta
- 1993-1995 -  Radomir Antić
- 1995-1996 -  Ivan Brzić
- 1996-1997 -  Juan Manuel Lillo
- 1997 -  José Antonio Novo
- 1997-1998 -  Óscar Tabárez
- 1998-1999 -  Fernando Vázquez
- 1999-2000 -  Luis Aragonés
- 2000-2001 -  Radomir Antić
- 2001-2003 -  Enrique Marigil
- 2003 -  Vicente González Villamil
- 2003 -  Miguel Sánchez
- 2003-2006 -  Antonio Rivas Martínez
- 2006-2007 -  Toño Velázquez
- 2007 -  Ramiro Solís
- 2007 -  Ismael Díaz Galán
- 2007-2008 -  Francisco José Carrasco
- 2008 -  Fermín Álvarez
- 2008-2009 -  Julio Raúl González
- 2009-2010 -  Pichi Lucas
- 2010 -  José Manuel Martínez
- 2010-2012 -  Pacheta
- 2012-2013 -  Félix Sarriugarte
- 2013-2014 -  José Carlos Granero
- 2014 -  Roberto Robles
- 2014-2016 -  Sergio Egea
- 2016 -  David Generelo
- 2016-2017 -  Fernando Hierro
- 2017-2019 -  Anquela
- 2019 -  Sergio Egea
- 2019-2020 -  Javi Rozada
- 2020-2024 -  José Ángel Ziganda
- 2024-oggi -  Javier Calleja

- 1926-1950 -  Carlos Tartiere de las Alas Pumariño
- 1950 -  José González Herrero
- 1950-1952 -  Pedro Miñor Rivas
- 1952-1954 -  José Díaz Sánchez
- 1954-1961 -  Francisco Silvela López
- 1961-1964 -  José María Velasco Álvarez
- 1964-1965 -  Félix Serrano González-Solares
- 1965-1967 -  José María Velasco Álvarez
- 1967-1971 -  Enrique Rubio Sañudo
- 1971-1977 -  José María Velasco Álvarez
- 1977 -  Jaime Estrada Pérez
- 1977-1979 -  Jesús Riesco Morán
- 1979-1984 -  Daniel García Yagüe
- 1984-1988 -  José Manuel Bango Fuente
- 1988-2002 -  Eugenio Prieto Álvarez
- 2002-2005 -  Manuel Lafuente Robledo
- 2005-2007 -  Juan Mesa Gil
- 2007 -  Toni Fidalgo
- 2007 -  Miguel Cano Mier
- 2007-2010 -  Dámaso Bances Álvarez
- 2011-2012 -  Alberto González López
- 2012-2013 -  Toni Fidalgo
- 2013-2014 -  Sabino López
- 2014-oggi -  Jorge Menéndez Vallina

## Palmarès

### Competizioni nazionali
- Segunda División: 5

1932-1933, 1951-1952 (gruppo I), 1957-1958 (gruppo I), 1971-1972, 1974-1975
- Copa de la Liga Segunda División: 1

1984-1985
- Segunda División B: 1

2014-2015

## Partecipazione ai campionati e ai tornei internazionali

### Campionati nazionali
Il miglior piazzamento nella Liga è il terzo posto, raggiunto nelle edizioni 1933-1934, 1934-1935 e 1962-1963.
Dalla stagione 1928-1929 alla 2024-2025 il club ha ottenuto le seguenti partecipazioni ai campionati nazionali:
| Livello | Categoria          | Partecipazioni | Debutto   | Ultima stagione | Totale |
| ------- | ------------------ | -------------- | --------- | --------------- | ------ |
| 1º      | Primera División   | 38             | 1933-1934 | 2000-2001       | 38     |
| 2º      | Segunda División   | 39             | 1928-1929 | 2024-2025       | 42     |
| 3º      | Segunda División B | 9              | 1978-1979 | 2014-2015       | 9      |
| 4º      | Tercera División   | 4              | 2003-2004 | 2008-2009       | 4      |

### Tornei internazionali
Alla stagione 2024-2025 il club ha partecipato solo alla Coppa UEFA 1991-1992; qui è stato eliminato subito dal Genoa (vittoria per 1-0 a Oviedo e sconfitta per 3-1 a Genova).
| Categoria                     | Partecipazioni | Debutto   | Ultima stagione |
| ----------------------------- | -------------- | --------- | --------------- |
| Coppa UEFA/UEFA Europa League | 1              | 1991-1992 | 1991-1992       |

## Tifoseria

### Gemellaggi e rivalità
La principale rivalità è con lo Sporting Gijón: le due città sono poco distanti, e fanno parte della stessa comunità autonoma. Le due squadre danno quindi vita al  derby delle Asturie.

## Rosa 2025-2026
Rosa aggiornata al 19 agosto 2025.
| N. |                        | Ruolo | Calciatore          |
| -- | ---------------------- | ----- | ------------------- |
| 1  | Romania (bandiera)     | P     | Horațiu Moldovan    |
| 3  | Niger (bandiera)       | D     | Rahim Alhassane     |
| 4  | Spagna (bandiera)      | D     | David Costas        |
| 5  | Spagna (bandiera)      | C     | Alberto Reina       |
| 6  | Ghana (bandiera)       | C     | Kwasi Sibo          |
| 7  | Marocco (bandiera)     | A     | Ilyas Chaira        |
| 8  | Spagna (bandiera)      | C     | Santi Cazorla       |
| 9  | Uruguay (bandiera)     | A     | Federico Viñas      |
| 10 | Francia (bandiera)     | A     | Haissem Hassan      |
| 11 | Argentina (bandiera)   | C     | Santiago Colombatto |
| 12 | Spagna (bandiera)      | D     | Dani Calvo          |
| 13 | Spagna (bandiera)      | P     | Aarón Escandell     |
| 14 | Inghilterra (bandiera) | C     | Ovie Ejaria         |
| 15 | Spagna (bandiera)      | D     | Oier Luengo         |
| 16 | Spagna (bandiera)      | C     | Borja Sánchez       |

| N. |                           | Ruolo | Calciatore         |
| -- | ------------------------- | ----- | ------------------ |
| 17 | Francia (bandiera)        | C     | Brandon Dominguès  |
| 19 | Spagna (bandiera)         | A     | Álex Forés         |
| 21 | Serbia (bandiera)         | C     | Luka Ilić          |
| 22 | Spagna (bandiera)         | D     | Nacho Vidal        |
| 23 | Venezuela (bandiera)      | A     | Salomón Rondón     |
| 24 | Spagna (bandiera)         | D     | Lucas Ahijado      |
| 26 | Spagna (bandiera)         | P     | Miguel Narváez     |
| 27 | Spagna (bandiera)         | C     | Álex Cardero       |
| 28 | Senegal (bandiera)        | A     | Lamine Gueye       |
| 29 | Spagna (bandiera)         | D     | Omar Falah         |
| 30 | Spagna (bandiera)         | D     | Marco Esteban      |
| 31 | Spagna (bandiera)         | C     | Cheli              |
|    | Costa d'Avorio (bandiera) | D     | Eric Bailly        |
|    | Spagna (bandiera)         | D     | Álvaro Lemos       |
|    | Belgio (bandiera)         | C     | Leander Dendoncker |

## Altre sezioni
Il Real Oviedo B, anche nota come Real Oviedo Vetusta è una società calcistica spagnola con sede nella città di Oviedo, attuale squadre riserve dell'omonimo club.